# Черкасский автобус
«Черкасский автобус» (укр. «Черкаський Автобус») — предприятие автомобильной промышленности, расположенное в украинском городе Черкассы.

## История

### 1966—1991
Черкасский авторемонтный завод (ЧАРЗ) был построен в 1966 году, специализацией предприятия являлся капитальный ремонт автобусов ПАЗ-652.

### После 1991
В 1993 году завод освоил выпуск автоприцепов, а также занимался переоборудованием пикапов Иж-2715, позднее — освоил переоборудование микроавтобусов «ГАЗель».
15 мая 1995 года Кабинет министров Украины внёс государственное предприятие «Черкасский авторемонтный завод» в перечень государственных предприятий Украины, подлежащих приватизации до конца 1995 года. В дальнейшем завод был приватизирован и реорганизован в ОАО.
В 1998 году завод вошёл в состав промышленного холдинга «Богдан».
В 1999 г. «Черкасский автобус» начал производство автобуса малого класса «Богдан», который выпускался с использованием агрегатов японского концерна ISUZU.
В 1999—2000 годы НИИ «Укравтобуспром» на шасси автомобиля ISUZU NQR 71P была разработана модель автобуса А091 со сварным кузовом на каркасе из прямоугольных труб (при этом, использование в конструкции деталей из стеклопластика ускорило процесс изготовления и снизило стоимость автобуса). Кроме того, в начале 2000х годов завод освоил производство пластмассовых деталей кузова для ЛуАЗ-1302.
12 ноября 2000 года ЧАРЗ был официально переименован в «Черкасский автобус».
В 2002—2003 годы была разработана новая модель — автобус А092 на шасси ISUZU NQR 70P-5 (подвеска и рулевое управление остались практически без изменений от А091). В 2003 году выпуск А091 был прекращён в связи с началом выпуска модели А092.
В 2002 году завод выпустил 472 автобуса (на 278 автобусов больше, чем в течение 2001 года).
В 2003 году на заводе «Черкасский автобус» продолжался выпуск автобусов «Богдан» на базе шасси и двигателя японской компании Isuzu, при этом в конце декабря 2003 года было начато опытное производство модели «Богдан А-064». Всего в 2003 году завод собрал 1233 автобуса — вдвое больше, чем суммарный выпуск автобусов других изготовителей — Львовского и Бориспольского автозаводов, вместе взятых.
В апреле 2004 было подписано генеральное соглашение с Isuzu Motors Limited (Япония), в соответствии с которым корпорация «Богдан» получила право продавать автобусы «Isuzu» украинского производства на территории Украины под названием «Богдан» (за пределами Украины — под наименованием «Isuzu»).
После начала «оранжевой революции» в ноябре 2004 года завод «Черкасский автобус» (также, как иные предприятия корпорации «Богдан») приостановил работу в знак поддержки В. Ющенко.
В 2007 году завод достиг максимальных объёмов производства, в этом году было выпущено 1500 автомашин.
Начавшийся в 2008 году экономический кризис осложнил положение завода.
В марте 2011 года ОАО «Черкасский автобус» было выведено из корпорации «Богдан» после продажи контрольного пакета акций. Контрольный пакет выкупила компания по управлению активами «Изи Лайф».
Также, в 2011 году прошёл испытания и поступил в продажу автобус А093 (версия автобуса А092 на удлиненном шасси с увеличенной до 50 человек пассажировместимостью).
Всего в течение 2011 года завод выпустил 828 автобуса (из них 610 были проданы за пределами Украины).
Весной 2012 года связи с выходом предприятия из состава корпорации «Богдан» руководство компании «Черкасский автобус» заявило о ребрендинге своей продукции. После рестайлинга автобусы, выпускаемые заводом, называются «Атаман».
В 2013 году «Черкасский автобус» выпустил 389 автобусов.
29 октября 2014 на автомобильной выставке был представлен демонстрационный образец новой модели туристического автобуса — «Атаман» А096.
В 2014 году «Черкасский автобус» выпустил 347 автобусов.
В 2015 году завод выпустил 330 автобусов.
В 2016 году завод выпустил 202 единицы автомобильной техники, по состоянию на начало марта 2016 года, степень локализации выпускаемых заводом автобусов на агрегатной базе ISUZU превышала 50 %.
В 2017 году завод выпустил 389 единиц автомобильной техники.
В 2018 году завод выпустил 488 единиц автомобильной техники.
В 2019 году завод выпустил 562 единицы автомобильной техники.
В 2020 году завод выпустил 367 единиц автомобильной техники.
В январе - ноябре 2021 года завод выпустил 306 единиц автомобильной техники.

## Современное состояние
«Черкасский Автобус» производит автобусы модельных рядов А092, А093 различных модификаций — для городских, пригородных и междугородных перевозок пассажиров. Модельный ряд представлен городскими, междугородними, туристическими, школьными автобусами, автобусами для перевозки оперативных отрядов МЧС и горно-спасательных команд. На заводе также изготавливают специальные автобусы под мобильный рентгено-флюорографический кабинет «Квант».
Предприятие специализируется на производстве автобусов малого класса для перевозки пассажиров и специальных автобусов народно-хозяйственного назначения. Предприятие имеет замкнутый цикл производства и собственную научно-техническую базу.
Производственные мощности предприятия позволяют изготавливать до 3000 автобусов в год. Производство включает в себя изготовление кузова и сборку автобуса с установкой покупных агрегатов и узлов. Предприятие имеет механо-заготовительный, кузовной, сборочный цеха и цех стеклопластика. На протяжении 1999-2006 годов произошло комплексное переоснащение производства: построены новый покрасочный участок, цех стеклопластика, новый сварочный цех, проведена реконструкция производственных помещений, газификация, приобретено новое оборудование.
Продукция предприятия поставляется на экспорт: в России, Грузию, Армению, Казахстан, Белоруссию, Азербайджан, Чехию, Болгарию и другие страны.
Предприятие участвует в выполнении военного заказа:
- так, в июле 2014 года для в/ч № 3078 Национальной гвардии Украины у ООО «Украинский автобус» (официальный дистрибьютор завода «Черкасский автобус») были закуплены 60 специализированных автобусов для перевозки личного состава (50 шт. «Атаман» А-09316 общей стоимостью 33,445 млн гривен и 10 автобусов «Атаман» А-09620 общей стоимостью 15,74 млн гривен)[28].
- в феврале 2015 года днепропетровскому конвойному батальону Национальной гвардии Украины был поставлен ещё один автобус «Атаман»[29]